# Zbrodnie nacjonalistów ukraińskich w powiecie lubomelskim
Zbrodnie nacjonalistów ukraińskich w powiecie lubomelskim – zbrodnie nacjonalistów ukraińskich i miejscowego ukraińskiego chłopstwa (tzw. czerni) na głównie polskiej ludności cywilnej podczas rzezi wołyńskiej w powiecie lubomelskim w dawnym województwie wołyńskim w okresie II wojny światowej.
Natężenie mordów w powiecie lubomelskim to sierpień 1943 r. W 4 miejscowościach zginęło powyżej 100 osób, w tym w Ostrówkach 521 a w Woli Ostrowieckiej 628 Polaków. Zaatakowano 50 miejscowości. Na terenie powiatu lubomelskiego ofiarą zbrodni padło 2242-2346 Polaków (ustalona, minimalna liczba ofiar). Ponadto zginęło co najmniej 52 Żydów, 4 Ukraińców. Ustalono 19 sprawców zbrodni. W co najmniej 8 przypadkach napadów Ukraińcy udzielili Polakom pomocy. Spalonych zostało co najmniej 2 kościoły i 3 kaplice.
Zbrodnie głównie były dziełem UPA, wzmocnionej w marcu i kwietniu 1943 r. przez dezerterów z ukraińskiej policji, wspomaganej przez ukraińskich chłopów, samoobronę (SKW) i Służbę Bezpeky OUN-B. W niewielkim zakresie jako sprawców wskazuje się oddziały zbrojne melnykowców i bulbowców.
Ogółem nacjonaliści zniszczyli 22 osiedla polskie.

## Miejsca zbrodni i liczba ofiar
- Luboml – ofiarą nacjonalistów ukraińskich padło 15 Polaków

### gmina Bereźce
| Zbrodnie w miejscowościach | Ustalona (minimalna) liczba ofiar |
| -------------------------- | --------------------------------- |
| Bereżce                    | 1 Polak, 1 Ukrainiec              |
| Binduga                    | 5 Polaków                         |
| Czmykos                    | 152-154 Polaków                   |
| Jankowce                   | 86-87 Polaków, 1 Ukrainka         |
| Kąty                       | 209-210 Polaków, 3 Ukraińców      |
| Nowy Jagodzin              | 4 Polaków                         |
| Ostrowy                    | 3 Polaków                         |
| Rakowiec                   | 3 Polaków                         |
| Rymacze                    | 1 Polak, 4 Żydów                  |
| Sawosze                    | 6 Polaków                         |
| Sztuń                      | Liczba ofiar nieznana             |
| Terebejki                  | 9 Polaków                         |
| Wysock                     | 3 Polaków                         |
| Zamłynie                   | 21 Polaków                        |

### gmina Hołowno
| Zbrodnie w miejscowościach | Ustalona (minimalna) liczba ofiar |
| -------------------------- | --------------------------------- |
| Hołowno                    | Liczba ofiar nieznana             |
| osada wojskowa Horodno     | 1 Polak                           |
| wieś Horodno               | 1 Polak                           |

### gmina Huszcza
| Zbrodnie w miejscowościach | Ustalona (minimalna) liczba ofiar |
| -------------------------- | --------------------------------- |
| Kaznopol                   | 6 Polaków                         |
| Ostrówki                   | 521 Polaków, 2 Żydów              |
| Piotrówka                  | 1 Polak, 8 Żydów                  |
| Piskorowo                  | Liczba ofiar nieznana             |
| Przekurka                  | 9 Polskóe                         |
| Równo                      | 31 Polaków, 1 Ukrainiec           |
| Wilczy Przewóz             | 1 Polak                           |
| Wola Ostrowiecka           | 628 Polaków, 7 Żydów              |
| Wólka Uhruska              | 4 Polaków                         |
| Zamostecze                 | 40 Polaków                        |

### gmina Luboml
| Zbrodnie w miejscowościach | Ustalona (minimalna) liczba ofiar |
| -------------------------- | --------------------------------- |
| Borki                      | 55 Polaków                        |
| Leśniaki                   | 15 Polaków                        |
| Maszów                     | 3 Polaków                         |
| Poczapy                    | 2 Polaków                         |
| Podhorodno                 | 1 Polak                           |
| Radziechów                 | 4 Polak                           |
| Zapole                     | 12 Polaków                        |

### gmina Pulmo
| Zbrodnie w miejscowościach | Ustalona (minimalna) liczba ofiar |
| -------------------------- | --------------------------------- |
| kolonia Grabowo            | 46 Polaków                        |
| Klimowsk                   | 18 Polaków                        |
| Piszcz                     | 3 Polaków                         |
| Pulmo                      | 2 Polaków                         |
| Wólka Chrypska             | 3 Polaków, 31 Żydów               |

### gmina Szack
| Zbrodnie w miejscowościach | Ustalona (minimalna) liczba ofiar |
| -------------------------- | --------------------------------- |
| Szack                      | 5 Polaków                         |

### gmina Zgorany
| Zbrodnie w miejscowościach | Ustalona (minimalna) liczba ofiar |
| -------------------------- | --------------------------------- |
| Połapy                     | 1 Polak                           |
| Sokół                      | 6 Polaków                         |

### Zbrodnie w nieustalonych miejscach
W nieustalonych miejscach powiatu lubomelskiego zginęło również co najmniej 304-305 Polaków.

## Kierownictwo terenowe OUN-B w powiecie lubomelskim
| Funkcja                                | Imię, nazwisko i pseudonim | Okres działalności |
| -------------------------------------- | -------------------------- | ------------------ |
| przewodniczący lubomelskiej siatki OUN | Jarmołowycz                | 1942-1943          |
| kuszczowy komendant SB                 | Prokop Sztandera „Huzik”   |                    |
| komendant bojówki SB                   | Serhij Bohdan „Byk”        |                    |
| komendant bojówki SB                   | Łukasz Potapejko „Łuj”     |                    |